# Waldemar Bonkowski
Waldemar Bonkowski (ur. 10 sierpnia 1959 w Gdańsku) – polski polityk, rolnik, przedsiębiorca i samorządowiec, senator IX kadencji.

## Życiorys
Syn Teodora Bonkowskiego i Zofii z domu Brzezińskiej. W 1977 uzyskał wykształcenie zasadnicze zawodowe w zawodzie stolarz-tapicer, podjął pracę w Zakładzie Remontowo-Budowlanym w Skarszewach. W latach 1979–2005 prowadził własny warsztat stolarski, zajmował się także handlem i gastronomią. Zajął się nadto prowadzeniem własnego gospodarstwa rolnego w Jednówce (stanowiącej część wsi Śledziowa Huta), które w latach 90. powiększył do około 400 hektarów.
Od początku lat 90. działacz Porozumienia Centrum, od czasu powołania w 2001 Prawa i Sprawiedliwości związany był z tym ugrupowaniem. Decyzją prezesa Jarosława Kaczyńskiego dokooptowano go w skład rady politycznej PiS. Wstąpił również do Polskiego Związku Katolicko-Społecznego.
W wyborach samorządowych w 1998 bezskutecznie ubiegał się o mandat radnego powiatu kartuskiego z listy Akcji Wyborczej Solidarność. Bez powodzenia z ramienia PiS kandydował w wyborach parlamentarnych w 2001, 2005, 2007 i 2011, a także z listy koalicji POPiS w wyborach samorządowych w 2002. W 2006 został wybrany na radnego sejmiku pomorskiego III kadencji, pełnił funkcję wiceprzewodniczącego sejmiku. Mandat utracił w 2010 na kilka miesięcy przed końcem kadencji, kiedy to został prawomocnie skazany na grzywnę za podżeganie do poświadczenia nieprawdy w dokumencie (skazanie uległo zatarciu). W wyniku wyborów w 2014 ponownie wybrany na radnego województwa, został wówczas wiceprzewodniczącym sejmiku V kadencji. 
W wyborach parlamentarnych w 2015 uzyskał mandat senatora IX kadencji. W okręgu nr 63, startując z ramienia PiS, uzyskał 60 596 głosów, pokonując m.in. ubiegającego się o reelekcję Romana Zaborowskiego. 
W wyborach parlamentarnych w 2019 bez powodzenia ubiegał się o reelekcję z własnego komitetu wyborczego. Był członkiem Rady Społecznej Doradztwa Rolniczego przy Pomorskim Ośrodku Doradztwa Rolniczego w Lubaniu.

## Kontrowersje
Uzyskał medialny rozgłos poprzez akcje polegające na eksponowaniu podczas publicznych wydarzeń dużych transparentów z tekstami na tematy polityczne i światopoglądowe, wymierzanymi na ogół przeciwko Platformie Obywatelskiej i jej politykom, a także przeciwko osobom homoseksualnym.
W 2017 media opisały sytuację związaną z oskarżeniem go przez żonę o stosowanie przemocy domowej.
W lutym 2018, po serii antysemickich wpisów w mediach społecznościowych, został zawieszony przez prezesa Jarosława Kaczyńskiego w prawach członka PiS i został senatorem niezrzeszonym.
11 lipca 2019 wygłosił przemówienie, w którym określił prezydent Gdańska jako „Frau Aleksandra Dulkiewicz”; zasugerował też, że prowadzona przez nią polityka jest „proniemiecka”. Opinia Waldemara Bonkowskiego była szeroko komentowana przez polskie media. Blisko trzy tygodnie później, po uprzednim złożeniu wniosku w tej sprawie przez Karola Karskiego, został wykluczony z PiS.

## Postępowanie karne i wyrok
Na początku kwietnia 2021 został zatrzymany pod zarzutem znęcania się nad zwierzęciem ze szczególnym okrucieństwem. Na nagraniu przekazanym policji widać, jak przywiązuje psa do haka holowniczego, a następnie rusza samochodem i zaczyna ciągnąć za sobą zwierzę. Zarzuty znęcania się nad zwierzęciem nazwał „absurdalnymi”, stwierdzając, że przywiązał swojego psa do samochodu i ruszył w trasę, „żeby doprowadzić go do domu”. W następstwie tych działań zwierzę doznało rozległych obrażeń wewnętrznych, których skutkiem była śmierć. Po przyjeździe do domu Bonkowski zakopał martwego psa na terenie swojej posesji. W kwietniu 2022 Bonkowski został uznany za winnego znęcania się ze szczególnym okrucieństwem nad psem i wymierzono mu karę pozbawienia wolności w zawieszeniu.
W kwietniu 2024 w procesie odwoławczym wyrok został zaostrzony do trzech miesięcy bezwzględnego więzienia i roku prac społecznych. W związku z niestawieniem się do odbycia kary, w czerwcu tego samego roku Sąd Rejonowy w Kościerzynie wystawił za Bonkowskim list gończy. W lipcu został zatrzymany na terenie Polski i doprowadzony do aresztu. Zaprzeczył, że się ukrywał i wyraził swoją gotowość do odbycia kary więzienia. Pod koniec sierpnia 2024 decyzją sądu wyszedł na wolność. Resztę kary pozbawienia wolności odbył w systemie dozoru elektronicznego.  
W połowie grudnia 2024 sąd zdecydował, że Bonkowski nie musi wykonywać zasądzonych prac społecznych. Prokuratura złożyła zażalenie, które zostało uwzględnione. Mimo tego Bonkowski nie wykonał zasądzonych prac tłumacząc się złym stanem zdrowia.